# Mangelia rugulosa
Mangelia rugulosa är en snäckart som först beskrevs av Philippi 1844.  Mangelia rugulosa ingår i släktet Mangelia och familjen kägelsnäckor. Inga underarter finns listade i Catalogue of Life.